# Parasporobacterium
Parasporobacterium es un género de bacterias de la familia Lachnospiraceae. Actualmente (2023) sólo contiene una especie: Parasporobacterium paucivorans. Fue descrita en el año 2004. Su etimología hace referencia a parecido a Sporobacterium. El nombre de la especie hace referencia a devorar pocos sustratos. Se tiñe gramnegativa, aunque posiblemente sea grampositiva con pared delgada, como otras bacterias de la misma familia. Suele crecer en bacilos dobles. Tiene un tamaño de 0,3-0,5 μm de ancho por 1,5-2 μm de largo. Temperatura óptima de crecimiento entre 34-37 °C, no crece por encima de 40 °C. Se ha aislado de los sedimentos de un lago en los Países Bajos. También se ha aislado del intestino humano.